# Iglesia de Santa Bárbara (Akosombo)
La Iglesia católica de Santa Bárbara (en inglés: St. Barbara Catholic Church) también conocida como la Iglesia católica de Akosombo es una pequeña iglesia situada en uno de los puntos más altos de Akosombo, en Ghana, con vistas a una presa. Fue construida en septiembre de 1962 por la empresa italiana Impregilo SPA en 21 días. Fue construida como un lugar de culto por parte del personal de Impregilo durante la construcción de la presa de Akosombo. Posteriormente una placa conmemorativa fue colocada en la iglesia para honrar a 28 empleados de Impregilo SPA, que murieron en la construcción de la represa.